# Giourkas Seitaridis
Giourkas Seitaridis (Pirej, 4. lipnja 1981.) je bivši grčki nogometaš koji je zabilježio 72 nastupa za grčku nogometnu reprezentaciju uz jedan pogodak. Bio je dio Grčke reprezentacije koja je osvojila EURO 2004. godine. Igrao je na poziciji braniča.

## Vanjske poveznice
- Profil na Transfermarktu
- Profil na Soccerwayu